# Ceramica de relieves italogriega o megárica
La Cerámica megárica es datable entre los siglos III y I a. C., se puede constatar en el emplazamiento aragonés de El Castillejo de La Romana  (La Puebla de Híjar, Teruel), mediante un fragmento de un cuenco decorado con hojas o palmetas imbricadas; resalta más el color negro.

## Características
Es de señalar que su importancia viene marcada por ser éste el único ejemplo localizado hasta ahora en el valle del Ebro y el segundo, junto con uno de Corduba (Córdoba, área del templo romano), que atestigua la penetración de estas producciones al interior de la península ibérica.
También se ha descubierto en Escombreras.
- Datos: Q5762421